# آلیسمرتی
آلیسمرتی (به لاتین: Alismereti) یک منطقهٔ مسکونی در گرجستان است که در شهرداری باقداتی واقع شده‌است. آلیسمرتی ۵ نفر جمعیت دارد و ۶۰۰ متر بالاتر از سطح دریا واقع شده‌است.